# Haltepunkt Aachen Schanz
Der Haltepunkt Aachen Schanz wurde am 13. Juni 2004 neu eröffnet, er liegt in Aachen an der Bahnstrecke Aachen–Mönchengladbach.

## Geschichte
Die Neueinrichtung des Bahnhofs Aachen Schanz im Jahr 2004 war Bestandteil des verkehrspolitischen Stufenkonzeptes Aachen 2000–2010. Für die barrierefreie Zuwegung zu den westlichen Bahnsteiganlagen musste ein Teil der ehemaligen Sportplatzanlage der ersten Turnhalle im Rheinland, die 1866 von Stadtbaumeister Friedrich Joseph Ark errichtet wurde, in Anspruch genommen werden.

### Namensgebung
Der Name Schanz geht auf die am Anfang der heutigen Lütticher Straße gelegenen Lütticher Schanze, einer mittelalterlichen Zwingeranlage der äußeren Aachener Stadtmauer zurück. Diese Befestigungsanlage, die einzige ihrer Art in der zwischen 1300 und 1350 errichteten äußeren Aachener Stadtmauer, sollte im Bereich eines morphologischen Höhenrückens die Stadt vor feindlichen Angriffen schützen. In der Stadtmauer stand an der Stelle des heutigen Bahnhofs der Turm ohne Namen. Am 13. März 1676 schwer durch französische Angriffe beschädigt, wurde die Zwingeranlage im Jahr 1850 geschleift.

## Lage und Infrastruktur
Der barrierefrei errichtete Haltepunkt liegt zwischen Aachen Hbf und dem Bahnhof Aachen West am westlichen Rand der Innenstadt. Er ist die Station mit dem kürzesten Fußweg in die Altstadt oder zum Aachener Dom. Gleichzeitig bildet der Bahnhof einen Knotenpunkt zwischen dem öffentlichen Nahverkehr der Region und den medizinischen Zentren der Stadt (Luisenhospital, Franziskushospital, Alexianer-Krankenhaus und Universitätsklinikum). Am nördlichen Ausgang befindet sich ein Hostel. Der nächste Taxistand ist in unmittelbarer Nähe an der Vaalser Straße, dort befindet sich auch ein Parkplatz mit einer Cambio-CarSharing-Station. Der Haltepunkt besitzt zwei Außenbahnsteige mit einer Nutzlänge von 145 Metern und einer Bahnsteighöhe von 760 Millimetern. Die Bahnsteige können durch Zugänge von der Vaalser Straße und ab der Kreuzung Boxgraben/Lütticher Straße erreicht werden, von denen allerdings nur der letztgenannte Zugang durch Aufzüge barrierefrei ist. Ein weiterer barrierefreier Zugang führt von der Straße An der Schanz zum westlichen Bahnsteig 1.

### Geplante Bahnsteigverlängerung
Seit dem 13. Dezember 2020 werden Doppeltraktionen aus Siemens Desiro HC im RRX-Vorlaufbetrieb auf dem Wupper-Express eingesetzt. Zur Nutzung beider Zugteile müssen die Bahnsteige des Haltepunkts Aachen Schanz verlängert werden. Aufgrund von Klagen im Planfeststellungsverfahren war keine fristgerechte Verlängerung der Bahnsteige möglich. Daher muss der hintere Triebzug seit der Betriebsaufnahme in beide Richtungen verschlossen ohne Fahrgäste über den Haltepunkt Schanz verkehren und steht nur von/bis Aachen West den Fahrgästen zur Verfügung. Eine Fertigstellung der Bahnsteigverlängerung am Haltepunkt ist nicht absehbar. Seit der Fahrplanänderung am 10. Dezember 2023 halten nicht mehr alle planmäßigen Züge in Aachen-Schanz, da der Bahnsteig bekanntlich zu kurz ist und laut DB Station&Service erst 2026 eine Sperrung der Strecke für Bauarbeiten möglich sei.

## Verkehr
Aachen Schanz wird im Personenverkehr von den folgenden Linien angefahren:

### Bahnlinien
| Linie | Linienverlauf | Takt                                                                         |
| ----- | --- | ---------------------------------------------------------------------------- |
| RE 4  | Wupper-Express: Aachen Hbf – Aachen Schanz – Aachen West – Herzogenrath – Kohlscheid (einzelne Züge) – Übach-Palenberg – Geilenkirchen – Lindern – Hückelhoven-Baal – Erkelenz – Rheydt Hbf – Mönchengladbach Hbf – Neuss Hbf – Düsseldorf-Bilk – Düsseldorf Hbf – Wuppertal-Vohwinkel – Wuppertal Hbf – Wuppertal-Barmen – Wuppertal-Oberbarmen – Schwelm – Ennepetal (Gevelsberg) – Hagen Hbf – Wetter (Ruhr) – Witten Hbf – Dortmund Hbf Stand: Fahrplanwechsel Dezember 2023 | 60 min                                                                       |
| RB 20 | Euregiobahn: Stolberg (Rheinl) Hbf – Eschweiler-St. Jöris – Alsdorf-Poststraße – Alsdorf-Mariadorf – Alsdorf-Kellersberg – Alsdorf-Annapark – Alsdorf-Busch – Herzogenrath August-Schmidt-Platz – Herzogenrath-Alt-Merkstein – Herzogenrath – Kohlscheid – Aachen West – Aachen Schanz – Aachen Hbf – Aachen-Rothe Erde – Eilendorf – Stolberg (Rheinl) Hbf hier Flügelung; Zugteil 1: – Eschweiler-West – Eschweiler Talbahnhof/Raiffeisenplatz – Eschweiler-Nothberg – Eschweiler-Weisweiler – Langerwehe – Düren; Zugteil 2: – Stolberg (Rheinl) Hbf (Gleis 27) – Stolberg-Schneidmühle – Stolberg Mühlener Bahnhof – Stolberg-Rathaus – Stolberg-Altstadt (aufgrund von Hochwasserschäden fahren die Züge nur bis Stolberg Rathaus. Schienenersatzverkehr findet weiterhin zwischen Stolberg Hbf und Eschweiler Talbahnhof statt) Stand: 30. April 2023 | 60 min (Stolberg Hbf–St. Jöris–AL-Annapark) 30 min 60 min (Langerwehe–Düren) |
| RB 33 | Rhein-Niers-Bahn: Zugteil 1: Essen-Steele – Essen Hbf – Essen West – Mülheim (Ruhr) Hbf – Mülheim (Ruhr)-Styrum – Duisburg Hbf – Duisburg-Hochfeld Süd – Rheinhausen Ost – Rheinhausen – Krefeld-Hohenbudberg Chempark – Krefeld-Uerdingen – Krefeld-Linn – Krefeld-Oppum – Krefeld Hbf – Forsthaus – Anrath – Viersen – Mönchengladbach Hbf – Rheydt Hbf – Wickrath – Herrath – Erkelenz – Hückelhoven-Baal – Brachelen – Lindern Zugteil 2: Heinsberg (Rheinl) – Heinsberg Kreishaus – Heinsberg-Oberbruch – Heinsberg-Dremmen – Heinsberg-Porselen – Heinsberg-Horst – Heinsberg-Randerath – Lindern Flügelung bzw. Zusammenführung: Lindern – Geilenkirchen – Übach-Palenberg – Herzogenrath – Kohlscheid – Aachen West – Aachen Schanz – Aachen Hbf Stand: Fahrplanwechsel Juni 2022                                                                   | 60 min                                                                       |

Die Züge der Linie RE 4 bedienen den Halt in Aachen-Schanz nur in Fahrtrichtung Dortmund.
Nachts verkehrt außerdem eine Fahrt zunächst auf dem üblichen Weg bis Düsseldorf Hauptbahnhof und weiter zum Bahnhof Düsseldorf Flughafen Terminal, wo der Zug endet. Durch diese Verbindung sind früh morgens vom Düsseldorfer Flughafen startende Flüge erreichbar.

### Buslinien

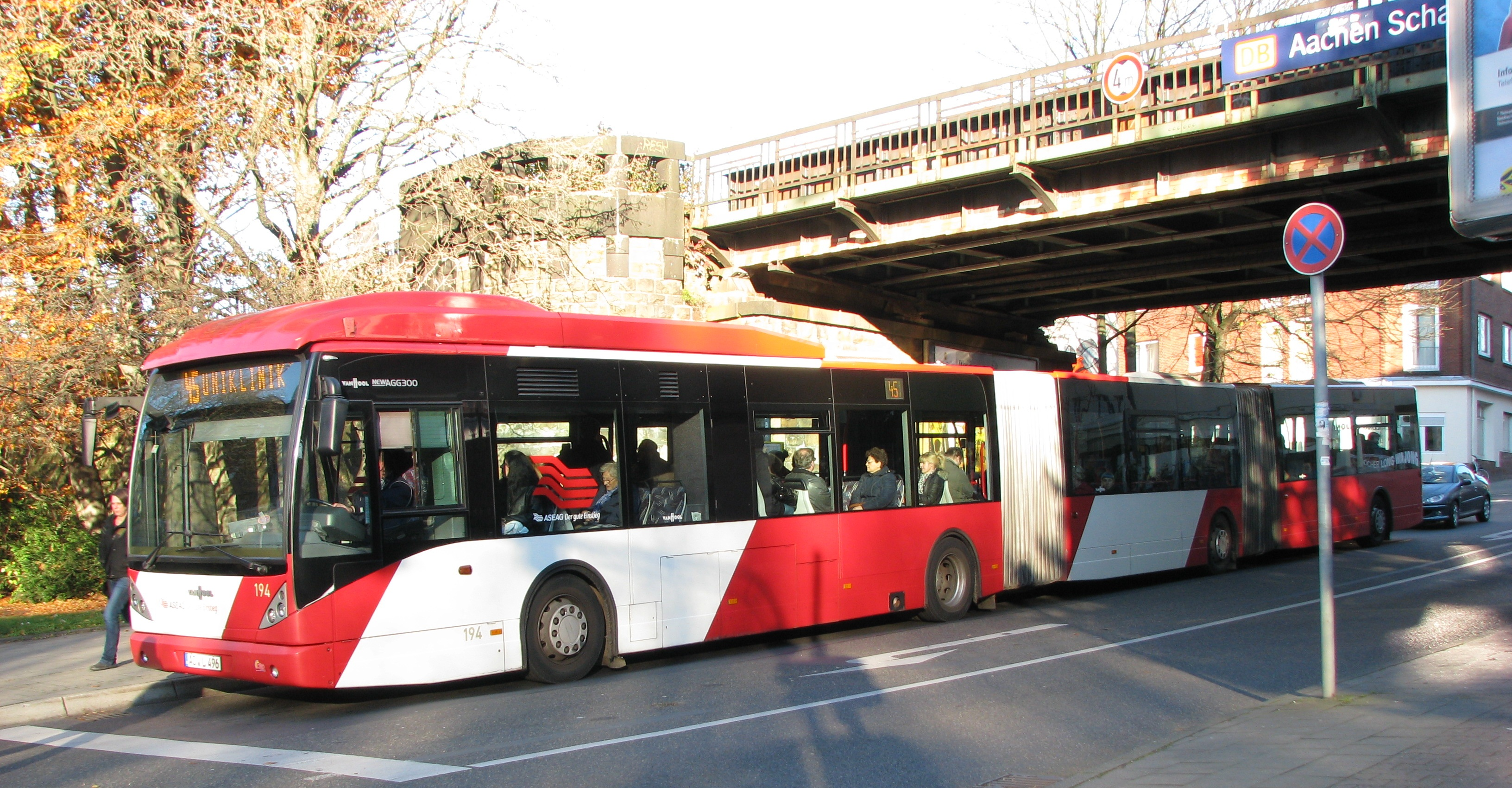
Doppelgelenkbus Van Hool AGG 300 (Öcher Long Wajong) der ASEAG an der Haltestelle Schanz als Linie 45 zum Uniklinikum

Zusätzlich bestehen Umsteigemöglichkeiten in öffentliche Buslinien zum Hauptgebäude der RWTH Aachen, zum Universitätsklinikum, zum Campus Melaten, ins Stadtzentrum sowie nach Belgien (Kelmis) und den Niederlanden (Vaals und Maastricht). Es gibt vier Bushaltestellen, jeweils zwei am südlichen (Jakobstraße) und am nördlichen Ende (Vaalser Straße), die abhängig von der Strecke der Buslinie angefahren werden.
| Linie  | Linienverlauf |
| ------ | --- |
| 3 A/B  | Ringlinie: Uniklinik – Westfriedhof – Schanz – Luisenhospital – Misereor – Aachen Hbf – Kaiserplatz – Eurogress – Ehrenmal/Lousberg – Ponttor – Westbahnhof – Campus Melaten – Uniklinik                                         |
| 4      | (Uniklinik – Westfriedhof – / Weststraße –) Hanbruch – Preusweg – Franziskushospital – Jüdischer Friedhof – Schanz – Markt – Aachen Bushof – Kaiserplatz                                                                         |
| 5      | Uniklinik – Westfriedhof – Schanz – Elisenbrunnen – Aachen Bushof – Kaiserplatz – Josefskirche – Bf Rothe Erde – Forst – Driescher Hof – Brand Schulzentrum – Brand                                                              |
| 13 A/B | Ringlinie: Ponttor – Technische Hochschule – Schanz – Luisenhospital – Misereor – Aachen Hbf – Kaiserplatz – Eurogress – Ehrenmal/Lousberg – Ponttor                                                                             |
| 24     | Kelmis (B) – Bildchen Grenze (D) – (Preuswald –) Franziskushospital – Jüdischer Friedhof – Schanz – Elisenbrunnen – Aachen Bushof                                                                                                |
| 25     | Vaals (NL) – Vaalserquartier (D) – Westfriedhof – Schanz – Elisenbrunnen – Aachen Bushof – Kaiserplatz – Bf Rothe Erde – Forst – Brand – Freund – Büsbach – Stolberg Altstadt – Stolberg Mühlener Bf (– Atsch Dreieck)           |
| 35     | Vaals Grenze – Vaalserquartier – Westfriedhof – Schanz – Elisenbrunnen – Aachen Bushof – Kaiserplatz – Bf Rothe Erde – Forst – Brand – Kornelimünster – Walheim – Hahn – Breinig                                                 |
| 45     | Uniklinik – Kullen – Westfriedhof – Schanz – Elisenbrunnen – Aachen Bushof – Kaiserplatz – Bf Rothe Erde – Forst – Driescher Hof – Brand Schulzentrum (– Brand)                                                                  |
| 55     | Vaals Grenze – Vaalserquartier – Westfriedhof – Schanz – Elisenbrunnen – Aachen Bushof – Kaiserplatz – Bf Rothe Erde – Forst – Brand – Kornelimünster – Schleckheim – Oberforstbach / Oberforstbach Gewerbegebiet – Lichtenbusch |
| 75     | Hörn Kastanienweg – Muffet – Weststraße – Schanz – Elisenbrunnen – Aachen Bushof |
| SB71   | Schnellbus: Verlautenheide Endstraße – Haaren Markt – Prager Ring – Blücherplatz – Hansemannplatz – Aachen Bushof – Elisenbrunnen – Schanz – Westfriedhof – Uniklinik                                                            |
| X3     | Expressbus: Waldfriedhof – Burtscheid – Aachen Hbf – Schanz – Westfriedhof – Uniklinik – Campus Melaten |
| 350    | Limburgliner: Aachen Bushof – Elisenbrunnen – (Theater ← Aachen Hbf ←) Schanz (D) – Vaals (NL) – Lemiers – Gulpen – Margraten – Cadier en Keer – Maastricht (AVV-Tarif gilt nur zwischen Aachen und Vaals Busstation)            |
| N7     | Nachtexpress: nur in den Nächten vor Samstagen sowie Sonn- und Feiertagen (Aachen Bushof →) Elisenbrunnen – Karlsgraben – Schanz – Hanbruch – Kronenberg – Preusweg – (Preuswald →) Bildchen Grenze (D) – Kelmis (B)             |

Der Bahnhof Aachen Schanz sollte nach der früheren Verkehrsplanung der Stadt Aachen einen der zwei Knotenpunkte des öffentlichen Nahverkehrs mit der geplanten Campusbahn bilden, die die universitären Zentren der Stadt und das euregionale Umland miteinander verbinden sollte.

## Kunstwerk Mural Global

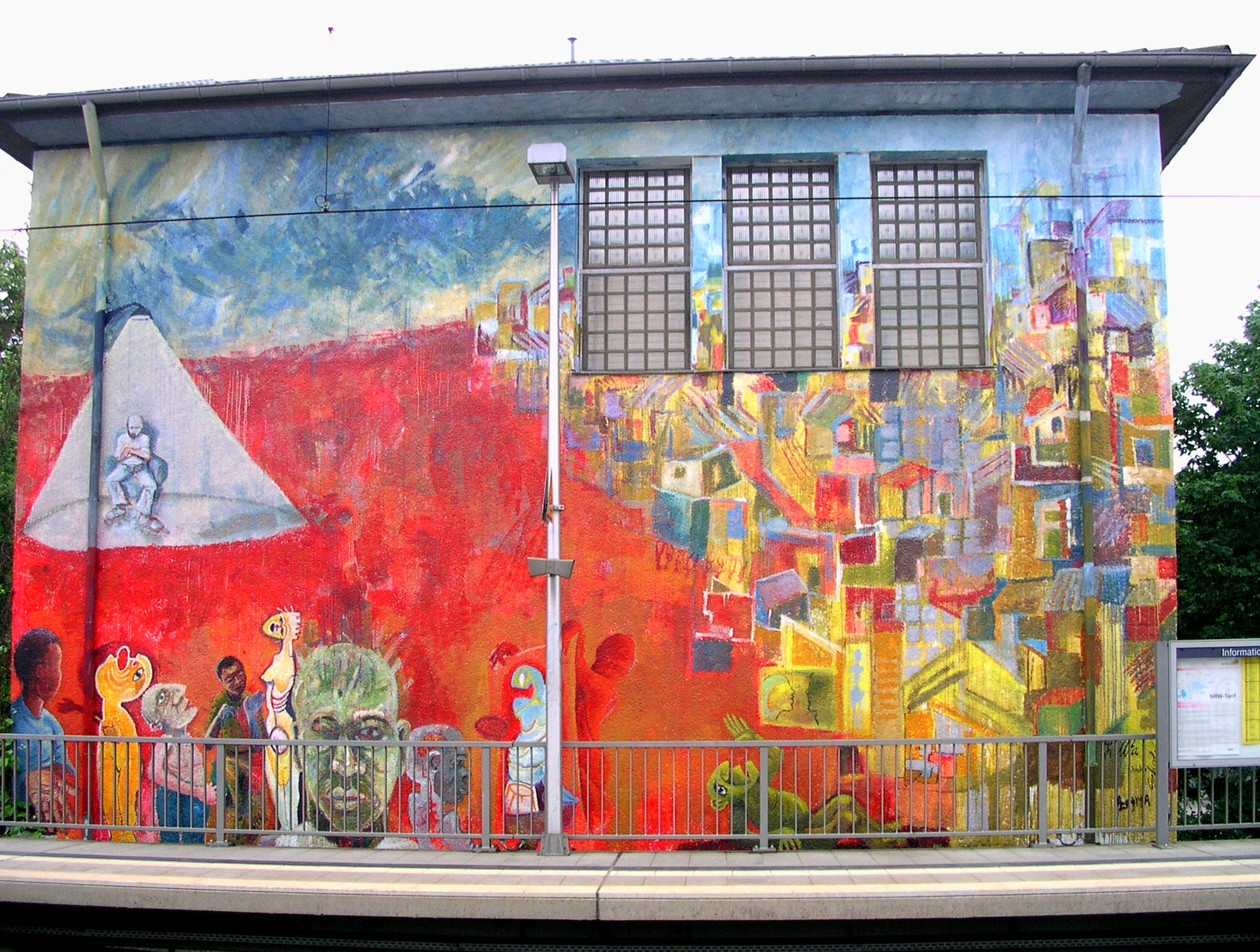
Graffiti des Mural Global Projekts

Im Mai 2005 wurde zur Steigerung der Attraktivität des Bahnhofes im Rahmen des weltweiten, von der UNESCO geförderten Künstlerprojektes Mural Global ein großdimensionales Wandbild angebracht. Das Kunstwerk wurde anlässlich des fünfjährigen Bestehens der Agenda-21-Partnerschaft Aachen-Kapstadt errichtet. Entstanden ist es als in Kooperation von Uta Göbel-Groß (Herzogenrath), Brele Scholz (Aachen) sowie den Malern Thulani Shuku und Dathini Mzayiya aus Kapstadt. Für die Arbeiten am Kunstwerk wurde seitens der Deutschen Bahn der Fahrplan kurzfristig geändert. Bei der Gestaltung des Kunstwerkes wurde insbesondere auf die hier häufig verkehrenden Doppelstockzüge des Wupper-Express Wert gelegt. Die Künstler legten Details bewusst in Augenhöhe des oberen Stocks an.